# Martensopoda
Martensopoda là một chi nhện trong họ Sparassidae.